# St. Andreas (Bad Salzungen)

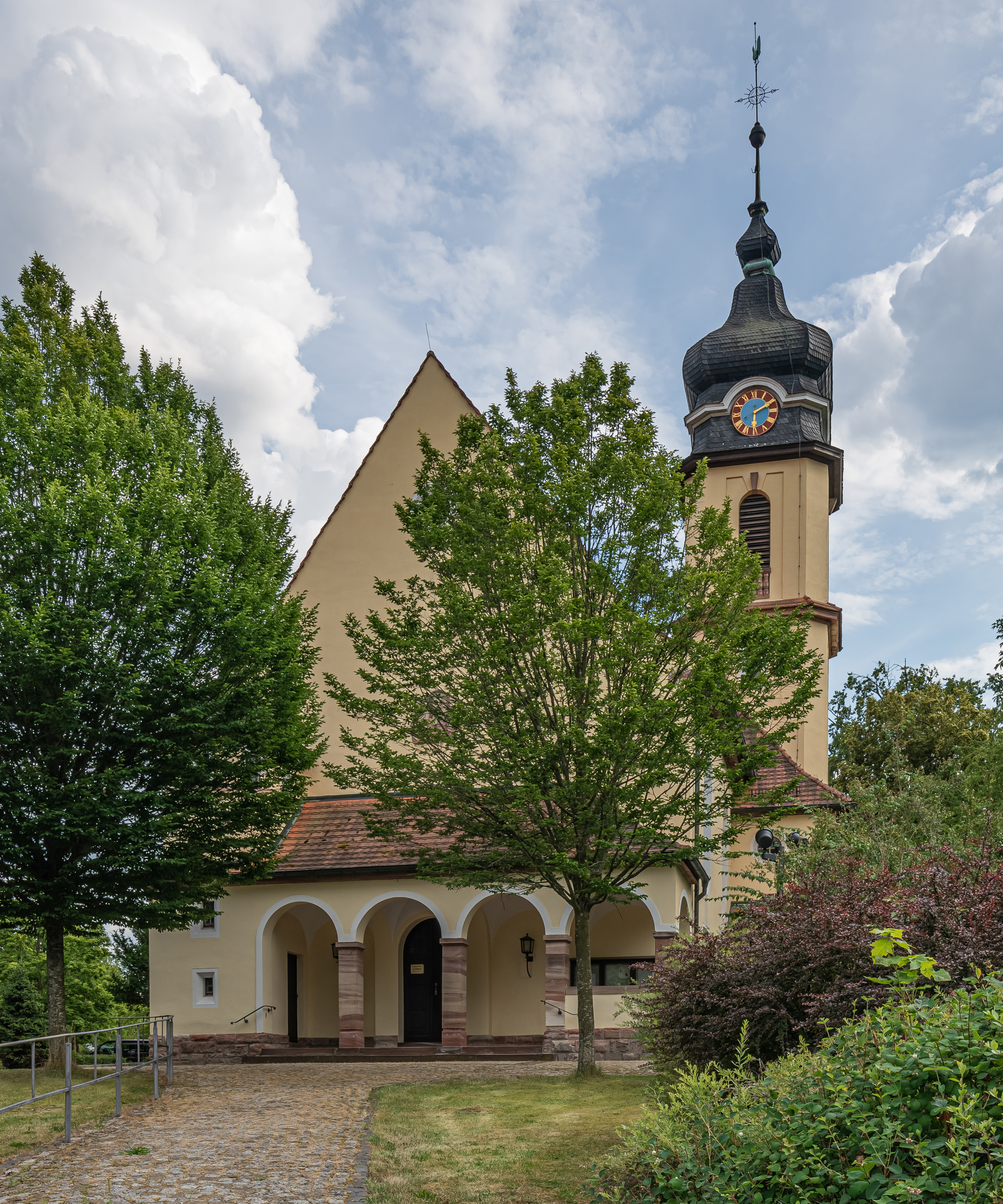
St. Andreas von Norden

Die römisch-katholische Filialkirche St. Andreas steht in Bad Salzungen im thüringischen Wartburgkreis. Sie ist Filialkirche der Pfarrei St. Elisabeth Eisenach im Dekanat Meiningen des Bistums Erfurt. Sie trägt das Patrozinium der heiligen Andreas.

## Lage
Die Kirche St. Andreas und das zugehörige Gemeindezentrum stehen westlich des Burgsee am Übergang der Andreasstraße zur Erzbergerallee südwestlich des Stadtzentrums.

## Geschichte
Am 3. Mai 1914 wurde die katholische Gemeinde in Bad Salzungen, die nach der Reformation aufgelöst worden war, mit einem im heutigen Pfarrhaus abgehaltenen Gottesdienst neu gegründet. Sie gehörte zum Bistum Würzburg.
Der kroatisch stämmige Engländer Simon Harwarth, der nach dem Ersten Weltkrieg im Nachbarort Bad Liebenstein Heilung von seiner Blindheit erhoffte, stiftete der Kirchgemeinde ein Gotteshaus, das auf einem 1914 erworbenen Grundstück am nördlichen Ende der Andreasstraße ab 1922 erbaut wurde. Am 15. Juli 1923 erfolgte die Konsekration mit dem daneben errichteten Schwesternhaus durch den Bamberger Erzbischof Jacobus von Hauck. Hauck war damals Apostolischer Administrator des Bistums Würzburg. Die Baukosten beliefen sich, bedingt durch die damalige Inflation, auf 77 Billionen Mark.
Das Bauwerk wurde von 1986 bis 1989 umfassend renoviert.

## Baubeschreibung
Der neobarocke Saalbau besteht aus einem Langhaus, einem eingezogenen, halbrund schließenden Chor und einem Chorflankenturm mit quadratischem Grundriss. Der Turm hat ein gestuftes Zwiebeldach, neben dem Langhaus steht auf der Westseite ein schmales Seitenschiff, das unter anderem den Beichtstuhl aufnimmt.

## Ausstattung
Die Altäre stammen aus der Zeit des Barock und wurden aus Kirchen und Klöstern in Franken beschafft. Das große Kreuz im Hochaltar wurde in den 1920er Jahren von dem Würzburger Künstler Ludwig Sonnleitner geschaffen. Die Statuen beiderseits des Hochaltars stellen den Patron der Kirche, den Apostel Andreas, und den heiligen Bruder Konrad von Parzham dar, der in Altötting wirkte und 1895 starb.
Die Wandgemälde im Chorraum erinnern an den heiligen Bonifatius und an Elisabeth von Thüringen. Die von Gebhard Fugel gemalten vierzehn Stationen des Kreuzwegs sind Kopien eines Münchner Kreuzwegs, die weißen Medaillons mit den Köpfen stellen die zwölf Apostel dar.